# Thinornis
Thinornis è un genere di uccelli della famiglia Charadriidae.

## Tassonomia
Il genere Thinornis comprende due specie:
- Thinornis cucullatus  (Vieillot, 1818)
- Thinornis novaeseelandiae (J.F.Gmelin, 1789)